# سة غدار (مقاطعة تشرام)
سة غدار (بالفارسية: سه گدار) هي قرية تقع في قسم بشتة ذيلايي الريفي (مقاطعة تشرام) في إيران. يقدر عدد سكانها بـ 81 نسمة بحسب إحصاء 2016.